# QGIS
QGIS (tidligere kendt som Quantum GIS) er et platformuafhængigt frit og open-source desktop-GIS-program, der leverer datavisning, redigering og analyse.